# Gerd Anthoff
Gerd Anthoff, o Gerhard Anthoff, (Monaco di Baviera, 12 agosto 1946) è un attore tedesco.

## Filmografia
- Die Entwaffnung (1968)
- Ein langes Wochenende (1969)
- L'uomo dal pennello d'oro (1969)
- Die seltsamen Methoden des Franz Josef Wanninger (un episodio, 1970)
- Eisenwichser (1972)
- Der Brandner Kaspar und das ewig' Leben (1975)
- Die Medaille (1975)
- Der verkaufte Großvater (1976)
- In der Sache J. Robert Oppenheimer (1981)
- Väter (1982)
- Der starke Stamm (1982)
- Dom Juan (1985)
- Mütter und Töchter (1985)
- Quadrille (1986)
- Weißblaue Geschichten (due episodi, 1986)
- Professor Bernhardi (1987)
- Zur Freiheit (1988)
- Josef Filser (1989)
- Erfolg (1991)
- Die Hausmeisterin (sei episodi, 1992(
- Löwengrube - serie TV, 22 episodi, (1990-1992)
- Sein letzter Wille (1993)
- Wildbach (due episodi, 1993-1994)
- Die goldene Gans (1994)
- L'ispettore Derrick (sei episodi, 1988-1995)
- Über Kreuz (1995)
- Und keiner weint mir nach (narratore, 1996)
- Kriminaltango (un episodio, 1996)
- Tatort (un episodio, 1996)
- Drei in fremden Betten (1996)
- Porträt eines Richters (1997)
- Die Ehrabschneider (1998)
- Café Meineidb(due episodi, 1995-1999)
- Geschichten aus dem Nachbarhaus (1999)
- Einmal leben (2000)
- Frische Ware (2000)
- Geier im Reisrand (2000)
- Geregelte Verhältnisse (2001)
- Siska (tre episodi, 1999-2001)
- Geschichten aus dem Nachbarhaus: Pauline & Co. (2003)
- SOKO München (cinque episodi, 1992-2003)
- SOKO - Misteri tra le montagne (un episodio, 2004)
- Il commissario Voss (sei episodi, 1987-2004)
- München 7 (un episodio, 2004)
- Zwei am großen See (cinque episodi, 2004-2006)
- Der Kloane (voce, 2006)
- Grüß Gott, Herr Anwalt (2007)
- Die Rosenheim-Cops (2008)
- Der Bulle von Tölz (diciotto episodi, 1996-2009)
- Der Kaiser von Schexing (ventiquattro episodi, 2008-2009)
- Bergblut (2010)
- La nave dei sogni (un episodio, 2012)
- Schafkopf (sei episodi, 2012)
- Im Schleudergang (diciotto episodi, 2013-2015)
- Il commissario Lanz (un episodio, 2019)
- Unter Verdacht (trenta episodi, 2002-2019)
- I Wildenstein (Reiterhof Wildenstein) - serie TV, 5 episodi (2019-2021)